# Васильевка (Буда-Кошелёвский район)
Васи́льевка (бел. Васільеўка) — посёлок в Морозовичском сельсовете Буда-Кошелёвского района Гомельской области Беларуси.

## География

### Расположение
В 9 км на юго-запад от районного центра и железнодорожной станции Буда-Кошелёвская, 47 км от Гомеля.

### Гидрография
На западе мелиоративные каналы.

## Транспортная сеть
Транспортные связи по просёлочной, затем автомобильной дороге Буда-Кошелёво — Гомель.
Планировка состоит из короткой прямолинейной, почти меридиональной улицы, застроенной деревянными домами усадебного типа.

## История
Основан в начале XX века переселенцами с соседних деревень. В 1930 году организован колхоз «Коммунар», работали кузница и шерсточесальня. В 1959 году в составе колхоза «Новая жизнь» (центр — деревня Глазовка).
До 16 декабря 2009 года в составе Глазовского сельсовета.

## Население

### Численность
- 2004 год — 20 хозяйств, 25 жителей.

### Динамика
- 1926 год — 31 двор, 182 жителя.
- 1959 год — 199 жителей (согласно переписи).
- 2004 год — 20 хозяйств, 25 жителей.